# AD Волопаса
AD Волопаса (лат. AD Boötis) — двойная затменная переменная звезда типа Алголя (EA)*** в созвездии Волопаса на расстоянии приблизительно 637 световых лет (около 195 парсеков) от Солнца. Видимая звёздная величина звезды — от +10,09m до +9,45m. Орбитальный период — около 2,0688 суток. Возраст звезды определён как около 1,584 млрд лет.

## Характеристики
Первый компонент — жёлто-белая звезда спектрального класса G0, или F6V, или F4V. Масса — около 1,414 солнечной, радиус — около 1,614 солнечного, светимость — около 5,459 солнечных. Эффективная температура — около 6595 K.
Второй компонент — жёлтый карлик спектрального класса G0V. Масса — около 1,209 солнечной, радиус — около 1,218 солнечного, светимость — около 1,901 солнечной. Эффективная температура — около 6120 K.